# 傑克遜縣 (德克薩斯州)
傑克遜縣（英語：Jackson County）是位於美國德克薩斯州東南部的一個縣，東南面臨墨西哥灣。面積2,220平方公里，根據美國2000年人口普查數字，共有人口14,391人。縣治埃德納（Edna）。
成立於1836年3月17日，縣政府成立於1837年，是最早的二十三個縣之一。縣名紀念第七任總統安德魯·傑克遜。